# Domnevni planet
Domnévni planéti so planeti ali druga nebesna telesa, katerih možen obstoj so predlagali, vendar jih nikoli niso uspeli najti. Sem štejemo tudi telesa, za katera so pozneje pokazali da ne obstajajo.
Primeri takšnih domnevnih planetov v astronomiji ali v starodavnih mitologijah so navedeni spodaj.

## Telesa vOsončju
Planeti, ki so lahko imeli neposreden vpliv na Zemljo:
- Protizemlja: Zemlji podoben planet na Zemljinem tiru, vendar na drugi strani za Soncem (o njem so govorili pitagorejci; zamisel o njem je uporabil John Norman pri svojih romanih o Goru),
- Teja, domnevni planet, ki se je po teoriji velikanskega trčenja pri trku z Zemljo uničil,
- Nibiru/Marduk in Tiamat, dva planeta iz sumerske mitologije, ki sta domnevno trčila in tvorila Zemljo (večina znanstvenikov to dvomljivo teorijo zavrača).

Planeti z neodvisnim vplivom:
- Faeton, planet med Marsovim in Jupitrovim tirom, iz katerega naj bi ob uničenju nastal asteroidni pas,
- Deveti planet, katerega vpliv pojasni neobičajno orbitalno razporeditev čezneptunskih teles,
- planet X (deseti planet za Plutonom),
- Vulkan, znotraj Merkurjevega tira (enako kot planet X so ga predlagali za pojasnitev nepravilnosti tirov)

Druga nebesna telesa:
- Nemeza, Sončeva zvezdna spremljevalka v dvozvezdju
- Neith, predlagana Venerina luna

## Telesa zunaj Osončja
- pulzarjev planet pulzarja PSR 1829-10,
- četrti pulzarjev planet PSR 1257+12d,
- planet, velikosti treh Zemljinih mas kot posledica mikrolečene slike gravitacijskega lečenja Dvojčenega kvazarja (Q0957+561).

Glej tudi domnevna nebesna telesa.